# Foveosculum ulugurorum
Foveosculum ulugurorum là một loài tò vò trong họ Ichneumonidae.